# Kathy Shields
Kathy Williams, coniugata Shields (West Vancouver, 18 gennaio 1951), è un'ex cestista e allenatrice di pallacanestro canadese.

## Carriera
Con il Canada ha disputato i Campionati mondiali del 1971.
Da allenatrice ha guidato il Canada ai Campionati americani del 1993 e ai Campionati mondiali del 1994.
Nel 2014 è stata introdotta nella Canadian Sports Hall of Fame.